# Introduce Yourself
Introduce Yourself è il secondo album in studio del gruppo musicale statunitense Faith No More, pubblicato nel 1987 dalla Slash Records.

## Il disco
Molti, inclusi i componenti del gruppo, ritengono che questo sia l'album di debutto. Infatti l'album ha un missaggio migliore rispetto al precedente We Care a Lot (1985). Questa differenza è evidenziata soprattutto nella versione presente in questo album del pezzo We Care A Lot, presente anche nel precedente album, che oltre ad un migliore missaggio ha anche il testo diverso dalla precedente versione.
L'album fu pubblicato originariamente nell'aprile del 1987 solo in versione vinile. La seconda edizione venne pubblicata il 15 novembre 1996, per la prima volta anche in versione CD. L'ultima edizione risale al 17 ottobre 2000, pubblicata dalla Slash Records/Rhino Records.

## Tracce
1. Faster Disco (musica: Bill Gould/Roddy Bottum/Jim Martin; testi: Chuck Mosley) - 4:16
2. Anne's Song (m e t: Gould/Bottum) - 4:46
3. Introduce Yourself (m: Gould/Bottum/Mike Bordin/Martin; t: Bottum/Mosley) - 1:32
4. Chinese Arithmetic (m: Martin/Bordin; t: Mosley) - 4:37
5. Death March (m: Gould/Bottum/Martin; t: Mosley) - 3:00
6. We Care a Lot (m: Gould/Bottum; t: Mosley) - 4:02
7. R N' R (m: Gould/Martin; t: Gould/Mosley) - 3:12
8. The Crab Song (m: Gould/Bordin/Martin; t: Mosley) - 5:53
9. Blood (m e t: Mosley) - 3:41
10. Spirit (m e t: Gould) - 2:53

## Formazione
- Chuck Mosley - voce
- Jim Martin - chitarra
- Bill Gould - basso, cori
- Roddy Bottum - tastiere, cori
- Mike Bordin - batteria